# Железное пламя
Железное пламя (ивр. להבת ברזל‎) — израильская ракета класса «поверхность-поверхность», разработанная концерном «Рафаэль». Работы над созданием велись с 2006 по 2013 год.
Представляет собой многоцелевую ракетную систему, предназначенную для уничтожения защищённых объектов (типа бункер, ДОТ, ДЗОТ) и инженерных сооружений, а также личного состава противника с расстояния от 10 до 40 км, в том числе в зоне городской застройки. Может устанавливаться на морских или сухопутных носителях. Ракета летит по траектории, рассчитанной инерциальной системой наведения. В конце полёта компьютер в ракете сличает реальную картинку, которую передаёт камера, установленная в головной части ракеты, с введенной в его память фотографией и поражает указанный участок цели. Установка может выпускать одновременно до 10 ракет, каждая из которых снаряжается по 100 кг взрывчатки.
В реальной боевой обстановке ракета применялась в 2014 году в ходе военной операции «Нерушимая Скала» в секторе Газа.

## Тактико-технические характеристики
- Дальность полёта: 10-40 км
- Система управления:
  - На маршевом участке — инерциальная
  - На конечном участке — оптикоэлектронная, по изображению цели
- Масса ВВ в БЧ: 100 кг